# Leonard Rodrigues Lopes
Leonard Alexander Rodrigues, zich noemende Rodrigues Lopes, (Amsterdam, 28 juni 1909 – aldaar, 29 november 1952) was een Nederlands journalist en politicus.

## Levensloop
Rodrigues Lopes, die van Portugees-Joodse komaf was, werkte tijdens de Tweede Wereldoorlog als journalist voor de Daily Express in Londen en was ook werkzaam voor de Britse geheime dienst. Hij was kritisch op de in zijn ogen laffe en corrupte Nederlandse regering in ballingschap in Londen en werd daarom als politiek dissident ook een periode geïnterneerd op het eiland Man.
Direct na de oorlog werd hij kort geïnterneerd in Kamp Vught en daarna startte hij in Amsterdam het weekblad De Ochtendpost, waarin hij wederom kritisch was over de Londense regeerperiode. De kritiek was aanleiding voor een arrestatie op 19 september 1945 op zijn eigen redactiebureau, door 2 agenten van het pas opgerichte Bureau Nationale Veiligheid (BNV). Een van de agenten hield hem daarbij onder schot met een machinepistool, maar de journalist sloeg op de vlucht en liet zich niet weerhouden door waarschuwingsschoten. Er zou ook gericht op hem zijn geschoten, maar de vlucht werd uiteindelijk gestuit door een agent in burger die hem een fiets voor de voeten wierp.
Ook stelde hij begin 1946 als eerste de zaak aan de kaak die later bekend zou worden als de Velser Affaire. Hij baseerde zijn artikelen op een dossier dat hij in handen gespeeld kreeg door een van de agenten van de BNV die hem eerder hadden gearresteerd, nadat die bij de dienst was ontslagen toen men ontdekte dat hij een strafblad had. De kwestie draaide om verraad van spionnen aan de SD en Rodrigues Lopes klaagde de bijzondere rechtspleging tegen vermeende collaborateurs aan als misdadig.
Op verzoek van lezers stelde hij zich als onafhankelijke kandidaat voor de Tweede Kamerverkiezingen 1946. Zijn Groep Lopes, die alleen in de kieskring Amsterdam deelnam, kreeg 5.537 stemmen, onvoldoende voor een Kamerzetel. Na een dispuut met de uitgever in 1947 verscheen zijn blad voortaan als De Nieuwe Post  en richtte het zich op de middenstanders die naar zijn mening het slachtoffer waren geworden van de rooms-rode koers. Hij nam geen deel aan de Tweede Kamerverkiezingen van 1948 maar adviseerde op de Middenstandspartij te stemmen, die echter ook geen zetel behaalde.
Hij werd als schandaaljournalist geregeld aangeklaagd wegens smaad en moest meermaals schadeloosstellingen betalen. Anderzijds werd Rodrigues Lopes in 1946 door de rechtbank volledig in het gelijk gesteld in een smaadzaak van politierechercheurs uit de Velser Affaire. Mede door de oplopende juridische kosten verscheen zijn blad na juli 1951 niet meer.
Rodrigues Lopes overleed in 1952 in de Lutmastraat te Amsterdam toen hij op de fiets een hartaanval kreeg. Vanwege zijn dood hield de Amsterdamse politie een man aan met wie Rodrigues Lopes kort voor zijn dood een hevige twist had gehad en tegen wie Rodrigues Lopes na de twist aangifte wegens mishandeling wilde doen of had gedaan. Het zou daarbij gegaan zijn om de minnaar van zijn ex-vrouw, die hem enkele klappen had toegediend. In het ziekenhuis werd sectie uitgevoerd op het stoffelijk overschot. De verdachte, een ambtenaar M., werd na een dag vrijgelaten omdat er geen verband zou zijn geweest tussen de mishandeling en Rodrigues Lopes' overlijden.

## Publicaties
- Het heilig huisje. Analyse van het Londensche beleid (Amsterdam 1947).
- Witboek betreffende het gebeurde in de Nederlandse internerings- en bewakingskampen in de jaren na de bevrijding (Amsterdam: De Nieuwe Post, 1948).

- Gemeinsame Normdatei: 122506807X
- International Standard Name Identifier: 0000 0003 9532 4421
- Nederlandse Thesaurus van Auteursnamen: 240364791
- Virtual International Authority File: 290034949
- WorldCat: E39PBJmHMCP3PRJgM3pP7HxYyd